# CS Prometeu Craiova
CS Prometeu Craiova a fost un club de fotbal din Craiova care a evoluat în Liga a III-a.
Această echipă este formată din pompierii din Craiova.Ea joacă pe stadionul Electroputere care are o capacitate de 15.000 de locuri.
Ea are alături brigada KiddoLegione,care a mai susținut echipa Gaz Metan CFR Craiova. Acest club a avut jucători notabili ca:Sandu Claudiu Daniel,Poenaru Mădălin,Elvis Enache etc.

## Palmares
Liga a IV-a Dolj
- Campioană (1): 2007–08